# Semnopithecus ajax
Semnopithecus ajax är en primat i släktet hulmaner som förekommer i Kashmirregionen i norra Indien. Det svenska trivialnamnet Kashmirlangur förekommer för arten.
Liksom andra hulmaner har arten allmänt en grå päls som är mörkast vid extremiteterna. Vid andra ställen är den tydlig ljusgrå eller nästan vitaktig med gula skuggor. Den genomsnittliga kroppslängden (huvud och bål) för båda kön är 67 cm och vikten ligger vid 17,7 kg. Ansiktet och öronen är nästan nakna med svart hud.
Utbredningsområdet är inte större än 5000 km². Arten vistas i bergstrakter som ligger 2200 till 4000 meter över havet. Regionen är främst täckt av skog med arter från cedersläktet (Cedrus).
Individerna är främst aktiva på dagen och de vistas vanligen på marken men de klättrar ibland upp i trädens kronor. Födan utgörs allmänt av blad och barr. Hos arten förekommer flockar med en enda hanne och flera honor eller med några hannar och flera honor samt ungkarlsflockar. Grupperna vistas vanligen i ett begränsat område men inte alla flockar försvarar sitt revir mot främmande individer.